# Kinley (Marke)
Kinley ist eine Marke, unter der stilles oder kohlensäurehaltiges Trinkwasser, das auch in verschiedenen Geschmacksrichtungen erhältlich ist, verkauft wird.
Kinley gehört der Coca-Cola Company und verkauft seine Produkte seit 1988 in vielen mitteleuropäischen Ländern, aber auch in z. B. Afghanistan, Pakistan und Indien.
Die Kinley-Produkte sind in zwei Varianten erhältlich:
- Als kohlensäurehaltiges Wasser mit den Geschmacksrichtung Tonic Water, Bitter Lemon, Ginger Ale, Kinley Soda und Fruchtgeschmack.
- Als ein Mineralwasser mit Zusatz von löslichen Mineralbestandteilen.

Mitte der 1990er waren in Deutschland auch die Sorten Herber Apfel, Herbe Orange und Herbe Zitrone als leicht bittere Limonaden mit Fruchtgeschmack erhältlich.